# Monarchidae
Họ Thiên đường (danh pháp khoa học: Monarchidae) là một họ chim trong bộ Passeriformes.

## Phân loại học
Phân loại dưới đây dựa theo Andersen et al. (2015b). Điều này kết hợp cùng với phân tích của Jønsson et al. (2016) để xác định lại ranh giới giữa các chi trong họ.
Di truyền học họ Monarchidae đã được thể hiện trong các nghiên cứu của Pasquet et al. (2002), Filardi & Moyle (2005) và Filardi & Smith (2005). Điều rõ ràng là chi Monarcha truyền thống là cận ngành. Christidis & Boles (2008) thảo luận về các tên gọi chi thích hợp. Bài này trong Wikipedia chấp nhận các tên gọi này và Monarcha chia ra thành ba chi là Carterornis, Monarcha và Symposiachrus. Lưu ý rằng Metabolus được sáp nhập vào Monarcha theo kết quả nghiên cứu của Filardi & Moyle (2005) và Andersen et al. (2015b).
Andersen et al. (2015b) cho thấy rõ ràng rằng các chi bổ sung cần phải được đặt tên để giữ lại một vài chi trong họ Monarchinae. Jønsson et al. (2016) lại cho thấy nhiều loài liên quan là có quan hệ họ hàng rất gần, gần tới mức đủ để có thể gộp chúng chung trong 1 chi. Theo kết quả của họ thì 5 chi được sáp nhập vào Monarcha (sau khi đã tách Carterornis và Symposiachrus ra khỏi Monarcha). Tất cả chúng đều là một bộ phận của phân tỏa Monarcha vào khu vực Thái Bình Dương. Vì thế Chasiempis (Hawaii), Clytorhynchus (Fiji, Vanuatu và quần đảo Solomons), Mayrornis (Fiji và quần đảo Solomons), Neolalage (Vanuatu) và Pomarea (Marquesas, Society và quần đảo Cook) được sáp nhập vào Monarcha (đã bao gồm các loài chim từ các quần đảo Bismarcks, Solomons, Carolines, Marianas và Somoa, cũng như Australia và New Guinea). Phân tỏa này dường như đã xảy ra khoảng 5-7 triệu năm trước.
Fabre et al. (2012) đã thúc đẩy một số thay đổi trong giới hạn loài và trật tự tuyến tính trong phạm vi các chi. Phân tích của họ cho thấy Hypothymis puella là tách biệt với Hypothymis azurea. Họ chỉ lấy mẫu 3 đại diện của tổ hợp này, nhưng HBW-11 gợi ý rằng H. puella nên bao gồm puella, blasii, aeria và catarmanensis. Tuy nhiên, Clements trong khi coi H. puella và H. azurea là 2 loài tách biệt nhưng chỉ gộp puella với blasii và xếp 2 phân loài còn lại trong H. azurea.
Phân tích của Fabre et al. (2012) bao gồm 13 trong tổng số 15 phân loài của tổ hợp loài Terpsiphone paradisi. Họ nhận thấy ba nhánh trong tổ hợp này, trong đó 2 trong số này là họ hàng gần với các loài khác hơn là với các nhánh khác của tổ hợp. Điều thú vị là ba nhánh này tương ứng với 3 loài được công nhận trong thế kỷ 19 là Terpsiphone paradisi nghĩa hẹp sinh sống ở Nam Á, Terpsiphone affinis (thiên đường đuôi phướn) sinh sống ở Đông Bắc Á và Đông Nam Á, và Terpsiphone incei ở khu vực Amur/Mãn Châu. Trong nhóm Terpsiphone affinis thì T. affinis sumbaensis và T. affinis floris chỉ có quan hệ họ hàng xa với phần còn lại của nhóm và tốt nhất có thể coi là loài tách biệt là Terpsiphone floris, và nếu thế thì từ Terpsiphone paradisi có thể tách ra thành 4 loài.
Terpsiphone floris về bề ngoài là khác biệt và dường như đã tách khỏi nhóm affinis vào khoảng 1,5 triệu năm trước. Điều này gợi ý rằng tốt nhất nên coi nó như là loài riêng biệt. Tên gọi khoa học cho nó tạo ra một vấn đề nhỏ, do cả hai phân loài dường như được đặt tên trong cùng một năm. Mees (2006, trang 174) lưu ý rằng floris được đặt tên hoặc là cuối năm 1893 hoặc trong vài ngày đầu tiên của năm 1894. Ngược lại sumbaensis được đặt tên vào số ra tháng 1 năm 1894 của tạp chí Journal für Ornithologie, phát hành chậm một vài tháng so với lịch trình (4-6 tháng trong năm 1894). Vì thế floris dường như có độ ưu tiên cao hơn trong việc chọn làm tên khoa học cho loài này. Cả ba phân loài Nam Á (T. paradisi leucogaster, T. paradisi paradisi và T. paradisi ceylonensis) đều có chòm lông mào dài hơn rõ nét. Điều này cùng với phân bố địa lý cho thấy việc gộp burmae và saturatior (2 phân loài không được đưa vào phân tích) vào nhóm affinis có lẽ là hợp lý hơn.
Các phân loài của tổ hợp loài Terpsiphone paradisi được sắp xếp lại như sau:
- Thiên đường đuôi phướn Amur, Terpsiphone incei (không có phân loài);
- Thiên đường đuôi phướn Ấn Độ Terpsiphone paradisi với 3 phân loài paradisi, leucogaster và ceylonensis;
- Thiên đường đuôi phướn phương Đông, Thiên đường đuôi phướn Blyth hay Thiên đường đuôi phướn Terpsiphone affinis với 7-9 phân loài nicobarica, australis, indochinensis, affinis, procera, insularis, borneensis và có lẽ cả burmae và saturatior;
- Thiên đường đuôi phướn Sunda Nhỏ Terpsiphone floris với 2 phân loài sumbaensis và floris.

Fabre et al. (2012) cũng cho thấy sự hỗ trợ di truyền cho việc tách thiên đường Luzon Terpsiphone unirufa ra khỏi thiên đường hung Terpsiphone cinnamomea nhưng lại không cung cấp sự hỗ trợ cho việc tách T. c. talautensis như đôi khi người ta đề xuất. Cuối cùng, Fabre et al. tìm thấy thiên đường huyệt hung Terpsiphone rufocinerea về mặt di truyền là gần và lồng sâu trong thiên đường châu Phi Terpsiphone viridis. Chúng cũng có khả năng lai ghép với nhau (HBW-11). Mô tả của HBW-11 gợi ý rằng chúng có thể là đồng loài và các dữ liệu di truyền học nên được xem xét kỹ trong khi các dữ liệu này hiện tại gợi ý rằng việc coi chúng là một loài là thích hợp nhất, với tên gọi chung là thiên đường châu Phi. Fabre et al. (2012) cũng tìm thấy chứng cứ về việc tổ hợp thiên đường châu Phi có thể là 2 loài, nhưng nó không phải là rufocinerea và nghiên cứu tiếp theo là điều cần thiết.
Nhánh Monarcha phân chia thành 3 nhóm chính là Arses + Myiagra; Grallina; và Monarcha + đồng minh. Fabre et al. (2014) đã phân tích phần lớn nhánh Arses + Myiagra. Mặc dù Arses insularis là cơ sở trong Arses nhưng ranh giới cho phần còn lại của Arses có thể cần phải điều chỉnh. Vị trí phân loại của Grallina đã từng gây mâu thuẫn, nhưng Filardi & Moyle (2005) đã dung giải vị trí của nó như là chị -em với nhóm Monarcha.
Như khuyến cáo của Andersen et al. (2015b) thì đớp ruồi họng nâu (Myiagra castaneigularis) (gồm cả whitneyi) được tách ra khỏi đớp ruồi mào xanh (Myiagra azureocapilla). Ngoài ra đớp ruồi má trắng Symposiachrus malaitae nên được tách khỏi đớp ruồi Solomons (Symposiachrus barbatus).
Cibois et al. (2004) xem xét địa vị loài của các loài đớp ruồi trước đây xếp trong chi Pomarea ở khu vực Trung Thái Bình Dương. VanderWerf (2007) chỉ ra rằng các dạng elepaio trên các đảo khác nhau là gần như không phản ứng với tiếng hót của nhau, trong khi VanderWerf et al. (2010) chỉ ra rằng chúng khác biệt về di truyền như là các loài tách biệt trong chi Pomarea. Tổ hợp của khoảng cách di truyền hợp lý và chứng cứ về sự chia tách sinh học tạo ra sự chia tách elepaio Monarcha sandwichensis thành 3 loài: Elepaio Kauai (Monarcha sclateri), elepaio Oahu (Monarcha ibidis) và elepaio Hawaii (Monarcha sandwichensis).

### Các chi
Họ Thiên đường có 102 loài còn sinh tồn trong 9 chi như sau:
HỌ MONARCHIDAE
- Phân họ Terpsiphoninae Shelley, 1896 (1852)
  - Chi Trochocercus – 2 loài.
  - Chi Hypothymis – 4 loài.
  - Chi Terpsiphone – 17 loài thiên đường điển hình, đớp ruồi thiên đường.
- Phân họ Monarchinae Bonaparte, 1854
  - Chi Grallina – 2 loài magpie-lark.
  - Chi Arses - 4 loài.
  - Chi Myiagra – 20 loài (1 tuyệt chủng) đớp ruồi mỏ rộng.
  - Chi Symposiachrus - 20 loài.
  - Chi Carterornis - 3 loài.
  - Chi Monarcha - 30 loài (3 tuyệt chủng). World BirdNames vẫn duy trì 6 chi tách biệt khỏi Monarcha như liệt kê dưới đây.[14]. Khi đó chi Monarcha chỉ chứa 8 loài.
    - Chi Chasiempis – 3 loài (C. sclateri, C. ibidis, C. sandwichensis).
    - Chi Pomarea – 9 loài, trong đó 3 tuyệt chủng (P. dimidiata, P. nigra, P. mendozae, P. mira, P. iphis, P. whitneyi, † P. pomarea, †P. nukuhivae, †P. fluxa).
    - Chi Mayrornis – 3 loài (M. schistaceus, M. versicolor, M. lessoni).
    - Chi Neolalage – 1 loài (N. banksiana).
    - Chi Clytorhynchus – 5 loài shrikebills (C. pachycephaloides, C. vitiensis, C. nigrogularis, C. sanctaecrucis, C. hamlini).
    - Chi Metabolus – 1 loài (M. rugensis).

### Chuyển đi
- Chi Eutrichomyias:[14] 1 loài (Eutrichomyias rowleyi). Chuyển sang họ Lamproliidae.[15]

## Phát sinh chủng loài
|  | Trochocercus                                               |
|  |                                                            |
|  | \| \| Hypothymis \| \| \| \| \| \| Terpsiphone \| \| \| \| |
|  |                                                            |
|  | Hypothymis                                                 |
|  |                                                            |
|  | Terpsiphone                                                |
|  |                                                            |

|  | Hypothymis  |
|  |             |
|  | Terpsiphone |
|  |             |

|  | Arses   |
|  |         |
|  | Myiagra |
|  |         |

|  | Symposiachrus                                            |
|  |                                                          |
|  | \| \| Carterornis \| \| \| \| \| \| Monarcha \| \| \| \| |
|  |                                                          |
|  | Carterornis                                              |
|  |                                                          |
|  | Monarcha                                                 |
|  |                                                          |

|  | Carterornis |
|  |             |
|  | Monarcha    |
|  |             |

|  | Arses   |
|  |         |
|  | Myiagra |
|  |         |

|  | Symposiachrus                                            |
|  |                                                          |
|  | \| \| Carterornis \| \| \| \| \| \| Monarcha \| \| \| \| |
|  |                                                          |
|  | Carterornis                                              |
|  |                                                          |
|  | Monarcha                                                 |
|  |                                                          |

|  | Carterornis |
|  |             |
|  | Monarcha    |
|  |             |

|  | Arses   |
|  |         |
|  | Myiagra |
|  |         |

|  | Symposiachrus                                            |
|  |                                                          |
|  | \| \| Carterornis \| \| \| \| \| \| Monarcha \| \| \| \| |
|  |                                                          |
|  | Carterornis                                              |
|  |                                                          |
|  | Monarcha                                                 |
|  |                                                          |

|  | Carterornis |
|  |             |
|  | Monarcha    |
|  |             |

|  | Arses   |
|  |         |
|  | Myiagra |
|  |         |

|  | Symposiachrus                                            |
|  |                                                          |
|  | \| \| Carterornis \| \| \| \| \| \| Monarcha \| \| \| \| |
|  |                                                          |
|  | Carterornis                                              |
|  |                                                          |
|  | Monarcha                                                 |
|  |                                                          |

|  | Carterornis |
|  |             |
|  | Monarcha    |
|  |             |

|  | Trochocercus                                               |
|  |                                                            |
|  | \| \| Hypothymis \| \| \| \| \| \| Terpsiphone \| \| \| \| |
|  |                                                            |
|  | Hypothymis                                                 |
|  |                                                            |
|  | Terpsiphone                                                |
|  |                                                            |

|  | Hypothymis  |
|  |             |
|  | Terpsiphone |
|  |             |

|  | Arses   |
|  |         |
|  | Myiagra |
|  |         |

|  | Symposiachrus                                            |
|  |                                                          |
|  | \| \| Carterornis \| \| \| \| \| \| Monarcha \| \| \| \| |
|  |                                                          |
|  | Carterornis                                              |
|  |                                                          |
|  | Monarcha                                                 |
|  |                                                          |

|  | Carterornis |
|  |             |
|  | Monarcha    |
|  |             |

|  | Arses   |
|  |         |
|  | Myiagra |
|  |         |

|  | Symposiachrus                                            |
|  |                                                          |
|  | \| \| Carterornis \| \| \| \| \| \| Monarcha \| \| \| \| |
|  |                                                          |
|  | Carterornis                                              |
|  |                                                          |
|  | Monarcha                                                 |
|  |                                                          |

|  | Carterornis |
|  |             |
|  | Monarcha    |
|  |             |

|  | Arses   |
|  |         |
|  | Myiagra |
|  |         |

|  | Symposiachrus                                            |
|  |                                                          |
|  | \| \| Carterornis \| \| \| \| \| \| Monarcha \| \| \| \| |
|  |                                                          |
|  | Carterornis                                              |
|  |                                                          |
|  | Monarcha                                                 |
|  |                                                          |

|  | Carterornis |
|  |             |
|  | Monarcha    |
|  |             |

|  | Arses   |
|  |         |
|  | Myiagra |
|  |         |

|  | Symposiachrus                                            |
|  |                                                          |
|  | \| \| Carterornis \| \| \| \| \| \| Monarcha \| \| \| \| |
|  |                                                          |
|  | Carterornis                                              |
|  |                                                          |
|  | Monarcha                                                 |
|  |                                                          |

|  | Carterornis |
|  |             |
|  | Monarcha    |
|  |             |